# نارینه بالایان
نارینه میساکی بالایان (ارمنی: Նարինե Միսակի Բալայան؛ زادهٔ ۳۰ ژوئن ۱۹۴۰) یک دامپزشک و سیاستمدار اهل ارمنستان است که از تاریخ ۱۹۹۰ تا تاریخ ۱۹۹۵ سمت نمایندگی دوره اول شورای عالی جمهوری ارمنستان را برعهده داشت وی پیشتر از تاریخ ۱۹۸۵ تا تاریخ ۱۹۹۰ سمت وزیر کار و امور اجتماعی ارمنستان شوروی را برعهده داشت.

## زندگی‌نامه
در ۳۰ ژوئن ۱۹۴۰ در استپاناکرت به دنیا آمد و از انستیتو دام‌پروری و دام‌پزشکی ایروان (۱۹۶۲)، دانشگاه دولتی طراحی و فناوری مسکو (۱۹۷۰) و دانشگاه دولتی علوم اجتماعی روسیه (۱۹۷۷) فارغ‌التحصیل شد. وی همچنین برنده مدال مخیتار هراتسی (۲۰۱۰)، نشان دوستی خلق و روبان نشان برجسته افتخار شده است.